# Góry w Polsce

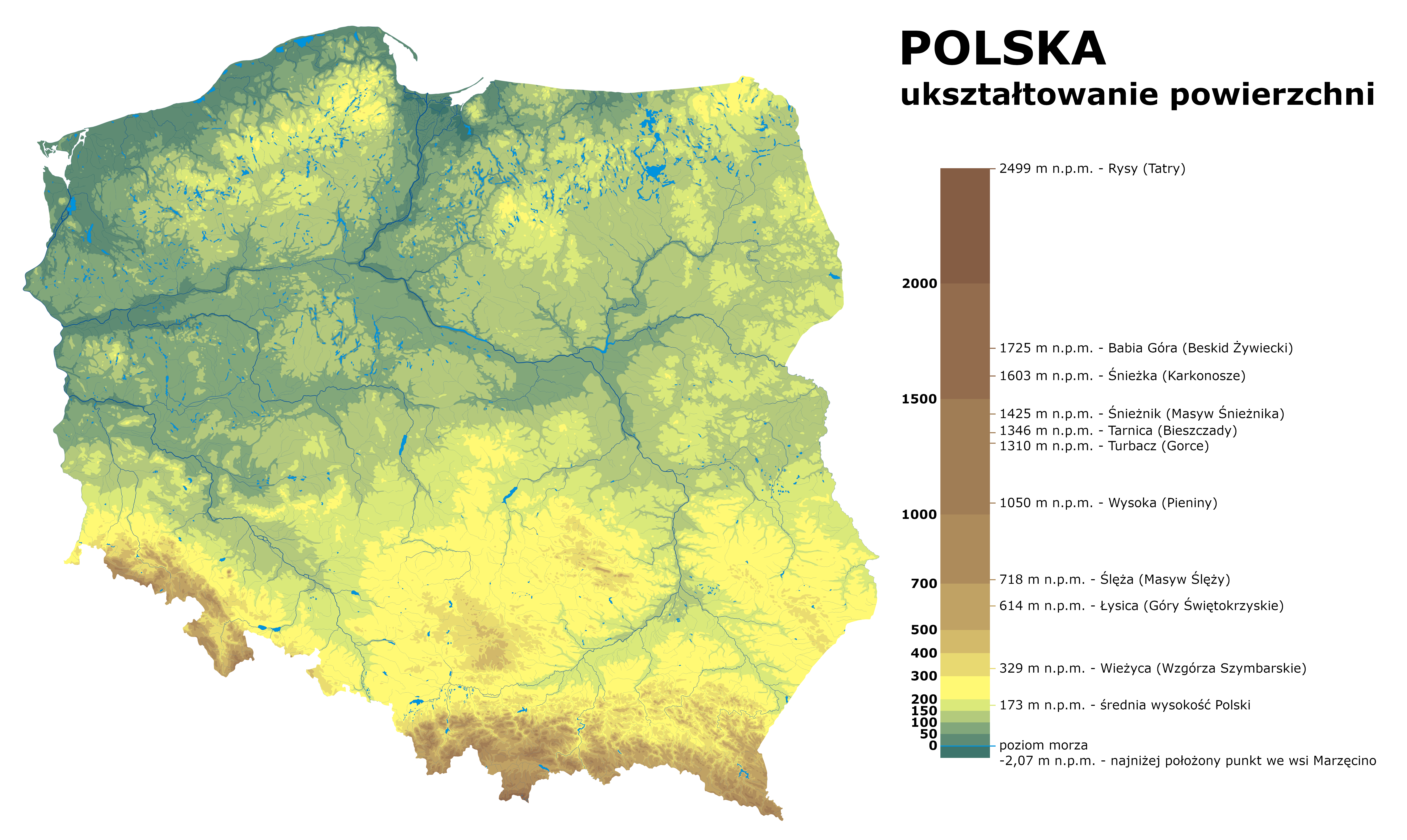
Mapa fizycznogeograficzna Polski, góry zaznaczono na brązowo

Góry zajmują zaledwie 3,3% powierzchni Polski, z czego w większości są to góry niskie. Wszystkie masywy rozciągają się wzdłuż południowej granicy kraju, z wyjątkiem najniższych Gór Świętokrzyskich. Karpaty są młodymi górami fałdowymi powstałymi w trakcie orogenezy alpejskiej, zaś Sudety i Góry Świętokrzyskie są starymi górami zrębowymi powstałymi w czasie wcześniejszych orogenez kaledońskiej i hercyńskiej. Jedynie pięć pasm górskich wystaje ponad piętro lasów: Tatry, Beskid Żywiecki, Karkonosze, Masyw Śnieżnika i Bieszczady. Tylko w Tatrach znajduje się w pełni rozwinięta rzeźba wysokogórska.

## Łańcuchy górskie i ich pasma górskie w Polsce

### Góry Świętokrzyskie
- Pasmo Klonowskie
- Pasmo Bostowskie
- Pasmo Oblęgorskie
- Pasmo Masłowskie
- Łysogóry
- Pasmo Jeleniowskie
- Pasmo Zgórskie
- Pasmo Posłowickie
- Pasmo Dymińskie
- Pasmo Brzechowskie
- Pasmo Orłowińskie
- Pasmo Iwaniskie
- Pasmo Wygiełzowskie
- Pasmo Chęcińskie
- Grzbiet Bolechowicki
- Pasmo Daleszyckie
- Pasmo Cisowskie
- Pasmo Ociesęckie
- Pasmo Kadzielniańskie

### Karpaty
- Tatry
- Pieniny
- Beskid Śląski
- Beskid Mały
- Beskid Makowski
- Beskid Żywiecki
- Beskid Wyspowy
- Gorce
- Beskid Sądecki
- Beskid Niski
- Bieszczady
- Góry Sanocko-Turczańskie

### Sudety
- Karkonosze
- Góry Izerskie
- Góry Kaczawskie
- Rudawy Janowickie
- Góry Wałbrzyskie
- Góry Kamienne
- Góry Sowie
- Góry Bardzkie
- Góry Stołowe
- Góry Bystrzyckie
- Góry Orlickie
- Masyw Śnieżnika
- Góry Bialskie
- Góry Złote
- Góry Opawskie